# Galtonia
Genre
Galtonia est un genre de plantes monocotylédones de la famille des Asparagaceae, sous-famille des Scilloideae, originaire d'Afrique du Sud, qui comprend 5 espèces acceptées. Certains auteurs le considèrent comme un sous-genre du genre Ornithogalum.  

## Taxinomie

### Étymologie
Le nom générique, « Galtonia », est un hommage de Decaisne à Francis Galton (1822-1911), qui avait publié le compte rendu de ses voyages en Afrique du Sud.

### Liste d'espèces
Selon BioLib (8 juillet 2021) :
- Galtonia candicans (Baker) Decne.
- Galtonia princeps (Baker) Decne.
- Galtonia regalis Hilliard & B.L. Burtt
- Galtonia saundersiae (Baker) Mart.-Azorín, M.B.Crespo & Juan
- Galtonia viridiflora I. Verd.